# Templo de Anchorage
El templo de Anchorage es uno de los templos construidos y operados por La Iglesia de Jesucristo de los Santos de los Últimos Días, el número 54 puesto en operaciones por la iglesia, el primer templo construido en el estado de Alaska y el templo SUD más norteño del mundo.
El templo de Anchorage fue construido en mármol gris y beige, con un techo de pizarra gris, con un diseño considerablemente más pequeño en comparación con los templos hasta entonces construidos, adaptando el diseño clásico con un pináculo único, el segundo de tres en ser construido con tal estructura reducida. 
El templo de Anchorage tiene un total de 1.109 metros cuadrados de construcción, cuenta con dos salones para las ordenanzas SUD y un salón de sellamientos matrimoniales.

## Anuncio
La construcción del templo en Anchorage fue anunciado públicamente por la Primera Presidencia durante la Conferencia General de la iglesia SUD el 4 de octubre de 1997. El entonces presidente de la iglesia, Gordon B. Hinckley, anunció la construcción de un mayor número de templos alrededor del mundo que serían construidos de menor tamaño. El primero de estos templos fue el Templo de Monticello (Utah). Se aunció que de ese mismo modelo arquitectónico se construiría el templo de Anchorage, el segundo dedicado desde el anuncio de Hinckley. Del modelo del templo de Monticello, se hicieron unas 300 modificaciones en el diseño del templo en Anchorage incluyendo escalones que se calientan en el invierno y un pabellón en la entrada y pasillo principal.
Seguido el anuncio público la iglesia buscó un terreno adecuado acordando construir el edificio a orillas de la autopista Seward en el sur de Anchorage con la Cordillera Chugach en el trasfondo.
Previo a la construcción del templo de Anchorage, los fieles de la región viajaban hasta el Templo de Seattle (Washington) o al Templo de Alberta

## Construcción
La ceremonia de la primera palada para el templo de Anchorage ocurrió el 17 de abril de 1998, presidida por autoridades generales de la región. El templo se asienta rodeado de un área natural boscoso de 2.2 hectáreas, cuyos jardines y fuentes están abiertos para que el público general las pueda recorrer.
El exterior del lado oeste del templo de Anchorage, presenta las siete estrellas de la Osa Mayor que apuntan a la estrella polar, un símbolo que se encuentra representada en la bandera de Alaska y también en el exterior del Templo de Salt Lake City. Las paredes del templo están cubiertas con granito gris y blanco con motas de cuarzo. El diseño del templo incorpora motivos culturales de Alaska, incluyendo semejanzas artísticas de abetos en las pilastras de la entrada. El vitral recuerda al agua, abundante en el estado y los árboles de hoja perenne estilizados con ciertos patrones se asemejan a los diseños nativos y que se utilizan para adornar el mobiliario interior del templo. El candelabro del salón celestial pesa 700 libras (317,5 kg) y cuenta con miles de cristales húngaros y 140 luces que le dan un lustre dorado al salón desde el exterior.
El tamaño inicial resultó inadecuado para las funciones en Anchorage, por lo que se agregaron 4000 pies cuadrados (37 161,2 dm²) en 2004. El espacio adicional incluye una segunda sala para las ceremonias de la investidura, una altar adicional para matrimonios, una sala de espera, oficinas para los trabajadores del templo e instalaciones de lavandería, aumentando el tamaño a 11 937 pies cuadrados (110 898,3 dm²).

## Dedicación
El templo SUD de Anchorage fue dedicado para sus actividades eclesiásticas en siete sesiones, el 9 de enero de 1999, por el entonces presidente de la iglesia Gordon B. Hinckley. Duró 8 meses y 22 días entre la ceremonia de la primera palada y su dedicación, junto al templo de Monticello, es el templo de menor duración en su construcción. Anterior a ello, del 29-31 de diciembre de ese mismo año, la iglesia permitió un recorrido público de las instalaciones y del interior del templo al que asistieron 14.131 visitantes. Unos 6.291 miembros de la iglesia e invitados asistieron a la ceremonia de dedicación, que incluye una oración dedicatoria.
El templo de Anchorage es usado solo por fieles provenientes del estado de Alaska. Antes de la dedicación del templo en su propio estado, los conversos de Alaska debían viajar al templo de Seattle y después al templo de Alberta, en Canadá.

### Remodelaciones
El templo de Anchorage cerró a partir de abril de 2003, para una remodelación que aumentó su tamaño a casi el doble, añadiendo un segundo salón de investiduras, oficinas, vestuarios nuevos, una sala de espera, lavandería y un ascensor.  Hinckley rededicó el templo el 8 de octubre de 1989, ceremonia al que asistieron unas 600 personas. Anterior a su rededicación, recibió cerca de 10 mil visitantes quienes dieron una gira por el interior del templo. 
El jueves, 22 de marzo de 2007, un incendio accidental incendió el centro de reuniones adyacentes al templo, un edificio de 30 años y que destruyó la mayor parte del techo. La capilla que funcionó como centro de estaca fue reconstruida durante el año siguiente. Al día siguiente, una explosión en la tubería de agua en el sótano del templo, causó inundaciones de casi un metro de agua, el edificio fue restaurado en breve hasta volver a ser operativo.